# Laplume
Laplume är en kommun i departementet Lot-et-Garonne i regionen Nouvelle-Aquitaine i sydvästra Frankrike. Kommunen ligger i kantonen Laplume som tillhör arrondissementet Agen. År 2022 hade Laplume 1 335 invånare.

## Befolkningsutveckling
Antalet invånare i kommunen Laplume
| Referens: INSEE |